# Esmoulières
Esmoulières é uma comuna francesa na região administrativa de Borgonha-Franco-Condado, no departamento de Alto Sona. Estende-se por uma área de 20,11 km². Em 2010 a comuna tinha 98 habitantes (densidade: 4,9 hab./km²).